# Кантоа
Кантоа (фр. Cantois) насеље је и општина у југозападној Француској у региону Аквитанија, у департману Жиронда која припада префектури Лангон.
По подацима из 2011. године у општини је живело 225 становника, а густина насељености је износила 28,13 становника/km². Општина се простире на површини од 8 km². Налази се на средњој надморској висини од 50 метара (максималној 106 m, а минималној 44 m).

## Демографија
| 1962. | 1968. | 1975. | 1982. | 1990. | 1999. | 2011. |
| ----- | ----- | ----- | ----- | ----- | ----- | ----- |
| 206   | 214   | 189   | 201   | 180   | 173   | 225   |

График промене броја становника у току последњих година